# Haora
Haora (angolul: Howrah, bengáli nyelven: হাওড়া) iparváros India északkeleti részén, Nyugat-Bengál államban. A város Kalkuttával átellenben, a Húgli folyó nyugati partján fekszik. Lakossága 1,1 millió fő volt 2011-ben.
Iparát vasúti járműüzemek, juta- és gyapotfeldolgozó üzemek, papírgyárak, vas- és acélhengerművek képviselik. 

## Fordítás
Ez a szócikk részben vagy egészben  a   Howrah című angol Wikipédia-szócikk fordításán alapul.  Az eredeti cikk szerkesztőit annak laptörténete sorolja fel. Ez a jelzés csupán a megfogalmazás eredetét és a szerzői jogokat jelzi, nem szolgál a cikkben szereplő információk forrásmegjelöléseként.